# 馬自達楔
馬自達楔（日语：マツダ・楔〔くさび〕；Mazda Kusabi）是一款由日本馬自達公司開發的概念車。

## 概要
該款車於2003年9月9日開幕的法蘭克福車展正式對外公開，乃是一輛小型三門掀背概念車，由該公司設計師佐藤洋一擔綱設計工作。
其設計概念出發點為「Everyday Sports」，故小巧車身適合在市區裡行駛。駕駛座裡採用金屬面板，方向盤上的多功能控制系統為觸控式；而掀背式的後尾門採左右獨立二片式。

## 車輛規格
- 全長：3,800 毫米
- 全寬：1,750 毫米
- 全高：1,290 毫米
- 軸距：2,490 毫米
- 乘坐人數：2+2人
- 驅動方式：前輪驅動
- 引擎：1.3L直列四缸引擎，最大馬力110ps / 4,000rpm、最大扭力24.5kg·m / 1,750rpm
- 變速系統：六速自手動排檔
- 懸吊系統：前輪麥花臣懸吊、後輪扭力樑
- 輪胎尺寸：205/50R17
- 輪圈尺寸：17×7.5JJ

## 外部連結
- （日語） 馬自達官方網站新聞稿
- 【MAZDA】Kusabi「楔」[永久]